# Percy Bysshe Shelley
Percy Bysshe Shelley (Field Place (Sussex), 4 augustus 1792 – in zee bij La Spezia, 8 juli 1822) was een Engels dichter uit de periode van de romantiek.
Zijn korte leven wordt gemarkeerd door tegenstrijdigheden. Hij was afkomstig uit een rijke aristocratische familie. In 1811, zijn eerste jaar aan de Universiteit van Oxford, schreef hij een pamflet waarin hij betoogde dat er geen afdoende bewijs bestond voor het bestaan van God (The Necessity of Atheism). Hierop werd hij van de universiteit gestuurd. Dit veroorzaakte een breuk met zijn vader, die niet kon instemmen met de radicale inzichten van zijn zoon.
In hetzelfde jaar ging hij er met de 16-jarige Harriet Westbrook, de dochter van een caféhouder, vandoor naar Schotland. Hij kreeg een dochter bij haar. Eenmaal getrouwd verhuisde hij naar het Lake District om daar te schrijven, maar vertrok al snel naar Ierland om zich daar bezig te houden met politieke pamfletten.
In 1814 liet hij zijn vrouw, die opnieuw zwanger was, in de steek en ging samen met Mary Godwin, de briljante dochter van Mary Wollstonecraft, en haar stiefzus Claire Clairmont, via Frankrijk naar Zwitserland, met de bedoeling er een commune van vrije liefde te starten. Nadat zijn eerste vrouw, die zwanger was van een onbekende man, zelfmoord had gepleegd door zichzelf in wanhoop te verdrinken, trouwde hij met Mary. Dit leidde tot veel protest in Engeland. In 1818 verliet Shelley zijn geboorteland en keerde er nooit meer terug.
Naast zijn affaires deelde Shelley zijn geld met vrienden die in nood verkeerden. Na een periode van rusteloos rondreizen vestigden de Shelley's zich in Pisa. Hier vond hij enige rust, maar niet voor lang. Toen hij met een vriend voer in de Ligurische Zee, sloeg hun boot om in een storm en verdronken beiden. Na enkele dagen spoelden hun lichamen aan op het strand. Shelley's as werd bijgezet op het Cimitero Acattolico in Rome. In Engeland werd opgelucht gereageerd: 'Shelley de atheïst is dood. Nu weet hij of er een God bestaat of niet.'
Zijn beste werk schreef hij in Italië. Het weerspiegelt zijn idealisme en zijn hoop dat er verlossing mogelijk is door de liefde en de verbeelding. Volgens hem bestaat er geen zekerheid alleen hoop.

## Filhellenisme
Mede dankzij Shelley's vriendschap met de dichter Lord Byron raakte hij gedurende de laatste fase van zijn leven geïnteresseerd in het filhellenisme: het idee dat de Griekse beschaving het fundament vormt van de Europese cultuur. Het versdrama Hellas (1822) werd mede geschreven om geld in te zamelen voor de Griekse Onafhankelijkheidsoorlog. Dit gedicht is door Shelley dan ook opgedragen aan de fanariotische vrijheidsstrijder Prins Mavrokordatos na hun ontmoeting in Pisa rond 1821. Dit is tevens het laatste gedicht dat Shelley  publiceerde.
Toen Shelley stierf, liet hij veel van zijn werk achter in onvoltooid staat, onuitgegeven of uitgegeven in gekuiste vorm en dus met meerdere fouten. Recente projecten richtten zich op het uitbrengen van betrouwbare uitgaven van zijn manuscripten en werken.

## Werk (selectie)
- Queen Mab (1813)

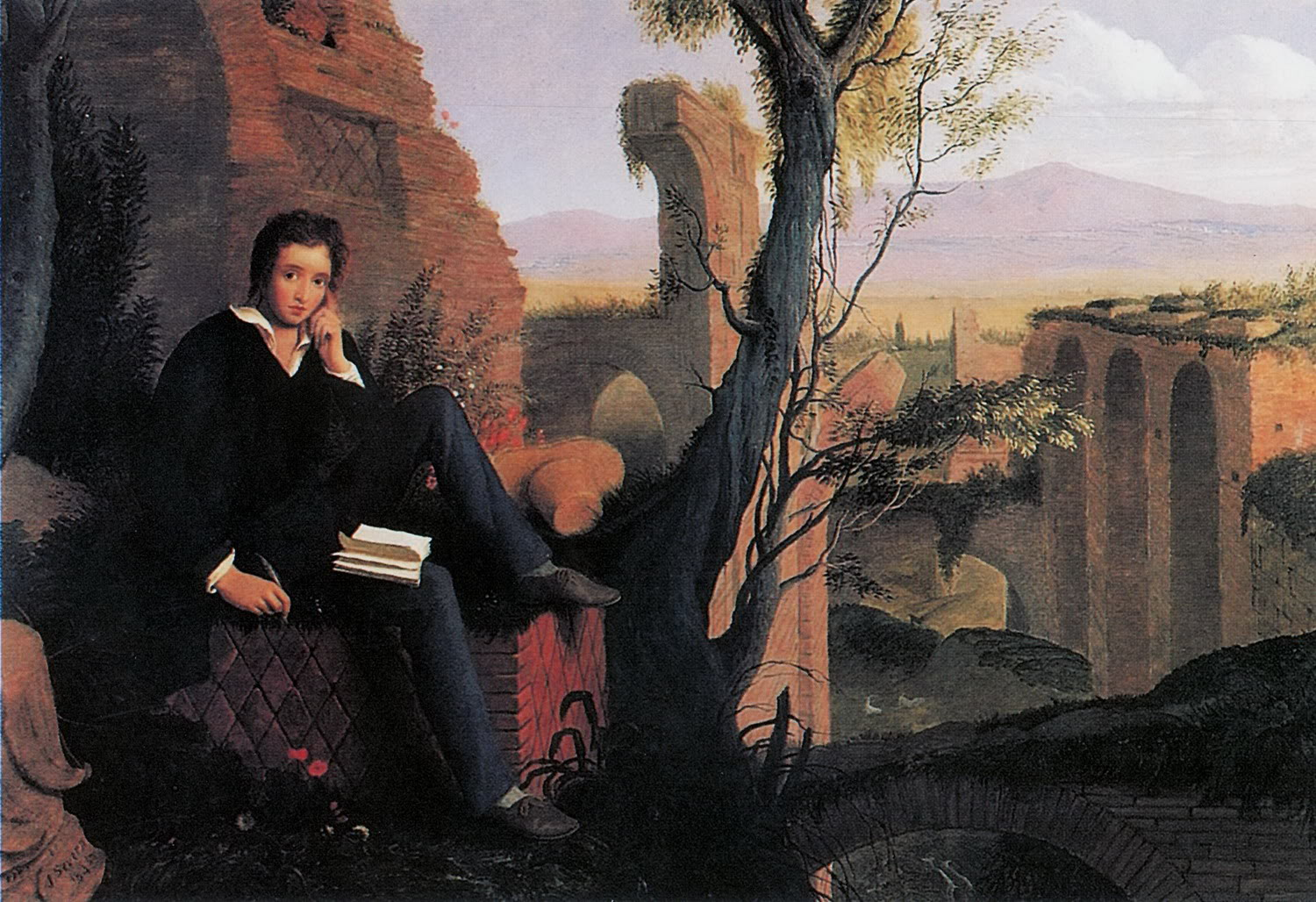
Shelley schrijft Prometheus Unbound
(1845) door Joseph Severn

- Alastor, or the spirit of solitude (1816). vertaald als: Alastor of de geest der eenzaamheid. Rotterdam, W.L. & J. Brusse, 1905. Uit het Engelsch in Nederlandsche verzen overgezet door K.H. Raaf
- Laon and Cythna (1817)
- Ozymandias (1818)
- Prometheus unbound (1818-1819). Vertaald als: Prometheus ontboeid. Een lyrisch drama in vier bedrijven. Amsterdam, Maatschappij voor goede en goedkoope lectuur, 1910. vert. door Alex Gutteling
- The Cenci (1819). Vertaald als: De Cenci. Een treurspel in vijf bedrijven. 1819. Amsterdam, Van Looy, 1908. vert. van K.H. de Raaf
- Song to the Men of England (1819)
- Ode to the West Wind (1819)
- Julian and Maddalo (1819). Vertaald als: Shelley's Juliaan en Maddalo. Een gesprek. Bussum, Kroonder, 1946. Vert. van Hein de Bruin
- Epipsychidion (1821). Vertaald als: Epipsychidion. Amsterdam, Querido, 1927. In Nederlandsche verzen overgebracht ingeleid en toegelicht door D. Spanjaard
- Adonaïs (1821)
- Music when soft voices die (1821)
- Hellas (1822)
- A defense of poetry (1821). Vertaald als: Dichters verdediging : Shelley's 'A defence of poetry' en Sidney's 'An apologie for poetry'. Vert. door Albert Verwey. van: A defence of poetry, 1820, en An apologie for poetry, 1595. Amsterdam, Van Looy, 1891
- A dirge, postuum uitgebracht 1824 en later op muziek gezet door onder meer Frank Bridge